# Hancock (film)
Hancock è un film del 2008 diretto da Peter Berg. È un film di supereroi con protagonista Will Smith.

## Trama
John Hancock è un supereroe alcolizzato affetto da amnesia. I suoi poteri sono: l'invulnerabilità, la forza sovrumana, l'immortalità, il super salto e la capacità di volare. Nonostante sia perennemente sotto gli effetti dell'alcool, Hancock salva vite e arresta criminali. Tuttavia i suoi interventi provocano generalmente enormi danni materiali e costi rilevanti per la città di Los Angeles, il che, in aggiunta ai suoi modi rozzi e strafottenti, lo rende decisamente impopolare. Per questi motivi, gli abitanti della città lo esortano a lasciare la metropoli californiana. Hancock, tuttavia, non dimostra nessun interesse per l'opinione altrui, anzi, manifesta uno sprezzante disinteresse anche per le numerose convocazioni in tribunale, a cui non si presenta mai.
Un giorno Hancock salva Ray Embrey, che era rimasto bloccato con la sua auto sulle rotaie di un treno, provocando un deragliamento. Embrey è un PR che, sentendosi in debito verso il superuomo, decide di aiutarlo a rilanciarne l'appannata immagine e gli dà consigli di galateo (atterrare senza demolire il suolo, per esempio), scarsamente ascoltati.
Quando un procuratore distrettuale condanna Hancock ad una pena detentiva, Ray gli consiglia per prima cosa di costituirsi. Con riluttanza, Hancock accetta di andare in galera, promettendo alla città di diventare un uomo migliore. Il piano di Ray è di fare in modo che la cittadinanza si renda conto che senza gli interventi di Hancock la situazione peggiorerà e i crimini aumenteranno; intanto cerca di convincere il supereroe a non bere più ed a imparare a comportarsi in modo gentile con gli altri. Fra le altre cose Hancock, durante la sua reclusione, viene insultato e minacciato da un paio di detenuti e, dopo averli avvertiti, infila letteralmente la testa di uno nel sedere dell'altro.
Come previsto da Ray, dopo un po' di tempo il capo della polizia è costretto a convocare Hancock per risolvere una situazione difficile: dei rapinatori armati si sono asserragliati in una banca prendendo degli ostaggi ed una donna poliziotto ferita è rimasta bloccata sotto il loro tiro. Hancock si fa convincere ad intervenire, adottando il nuovo modo di fare suggeritogli da Ray ed indossando anche un nuovo costume da supereroe. Salva così la donna assieme a tutti gli ostaggi e neutralizza la banda, e nello scontro ferisce il capo della  banda, Red, tagliandogli una mano. Come conseguenza della sua eroica impresa, questa volta portata a termine senza procurare inutili danni e senza indispettire le forze dell'ordine, Hancock diventa improvvisamente molto popolare. Per festeggiare il suo ritorno, Ray e sua moglie Mary decidono di invitarlo a cena, durante la quale Hancock racconta di essersi risvegliato 80 anni prima in un ospedale di Miami e di non ricordare nulla della sua vita precedente.
Più tardi quella notte, dopo aver riportato a casa Ray, che essendo ubriaco si addormenta subito, Hancock si sente irresistibilmente attratto da Mary e cerca di baciarla, ma Mary nel sottrarsi a lui rivela sorprendentemente di possedere i suoi stessi poteri, scaraventandolo violentemente fuori dalla casa attraverso la parete della cucina. La donna gli intima di non rivelare nulla a Ray, per non rovinare il loro matrimonio.
I due il giorno dopo hanno un duro confronto nella vecchia roulotte dove vive Hancock. Mary gli rivela che sono gli ultimi due sopravvissuti della loro specie. Hancock vuole innanzitutto capire che genere di rapporti ci fossero stati tra loro prima che fosse colpito dall'amnesia e Mary gli risponde che sono fratello e sorella, ma Hancock non le crede a causa della tensione sessuale fra loro: i due iniziano così a litigare. Nel violento litigio, i due finiscono nel centro di Los Angeles scatenando diversi potenti fenomeni meteorologici. Alla fine Mary, esasperata, gli rivela che loro due erano una coppia. Durante il loro scontro Ray tuttavia li scopre e Mary è allora costretta a confessare alla presenza di Hancock la verità: nei tempi antichi esistevano molti altri individui come Hancock e Mary e che tutti quanti erano dotati di grandi poteri ed erano immortali. Non sono chiare le loro origini ed erano venerati come dèi. Col tempo tutti avevano formato delle coppie diventando mortali e morendo poi senza cause apparenti. Mary rivela che anche lei e Hancock erano marito e moglie e che attualmente sono gli ultimi rimasti. Mary ammette che si sarebbe dovuta unire a Hancock come gli altri, ma alla fine aveva rifiutato, sostenendo che nessuno decideva il suo destino e che voleva scegliere lei con chi stare. Tra l'altro la loro relazione sfociava spesso in violenti litigi che causavano tremendi problemi all'umanità come il caos generato tempo addietro in Persia e Grecia.
Hancock, amareggiato per avere scoperto di essere stato abbandonato da Mary che gli ha lasciato credere di essere solo al mondo, se ne va confuso.
Quella sera, mentre si trova suo malgrado coinvolto in una rapina in un negozio, Hancock viene per la prima volta ferito da colpi d'arma da fuoco, finendo in ospedale. Mary va a trovarlo e gli rivela che loro perdono i poteri quando rimangono vicini per abbastanza tempo. È infatti per effetto della frequentazione di Mary che Hancock è diventato vulnerabile alle pallottole. Hancock domanda infine cosa fosse successo a loro e lei decide di raccontargli il loro passato: duemila anni prima, quando ancora erano marito e moglie Mary e Hancock avevano deciso di condurre una normale vita umana e di poter così invecchiare e morire come mortali, tuttavia la gente di quel tempo, scoprendo la loro vera natura, li bollò come mostri che dovevano essere eliminati. In più di una occasione Mary aveva rischiato di essere uccisa e Hancock l'aveva sempre salvata rimanendo spesso ferito, motivo per cui ha diverse cicatrici sul corpo. L'ultimo incidente era avvenuto a Miami ottant'anni prima, dove Hancock e Mary erano stati aggrediti da un gruppo di ladri in un vicolo. Hancock, ferito gravemente era sopravvissuto ma un colpo alla testa gli aveva causato una forte amnesia facendogli dimenticare sia chi lui fosse sia di Mary. Mary tra l'altro rivela che Hancock è diverso da tutti gli altri della loro razza e che il suo destino è quello di vegliare sul mondo e di proteggerlo: l'ultimo dei supereroi a difesa del mondo.
Mentre Hancock è in ospedale, cinque criminali evasi, capeggiati da Red, l'uomo al quale Hancock ha tagliato una mano, cercano di ucciderlo approfittando della sua vulnerabilità. Mary, anche lei indebolita dalla vicinanza con Hancock, viene gravemente ferita. Hancock, solo e vulnerabile, viene ferito ripetutamente dai criminali. Benché riesca ad eliminarne due scaraventandoli fuori dall'edificio e a tramortirne altri due, il capo della banda, Red, sembra a un certo punto in grado di sopraffarlo, ma prima che il criminale gli spari il colpo mortale giunge Ray che con un'ascia antincendio gli taglia l'unica mano rimasta che impugna la pistola. Hancock quindi, con un ultimo sovrumano sforzo, si allontana dal palazzo e vola via. Man mano che si allontana da Mary riacquista sempre più le forze e anche Mary in fin di vita si riprende.
Tempo dopo, Hancock ha accettato finalmente la sua vita da supereroe e si è trasferito a New York per allontanarsi da Mary e permettere a lei e a Ray di vivere una tranquilla esistenza. Una sera, mentre Ray e Mary passeggiano sulla banchina di Santa Monica, Hancock li chiama al cellulare e dice loro di guardare in alto nel cielo: ha scolpito sulla luna il logo inventato da Ray per una campagna di sua ideazione per migliorare i rapporti tra le persone e quindi rendere il mondo migliore. È il suo modo per ringraziarlo ed aiutarlo nel suo tentativo di "cambiare il mondo".

## Produzione
Il film, che inizialmente doveva intitolarsi Tonight He Comes, fu scritto da Vy Vincent Ngo nel 1996; in seguito fu proposto a vari registi tra cui Tony Scott, Michael Mann e Gabriele Muccino (quest'ultimo fu preso in considerazione dopo che Will Smith fu diretto da lui ne La ricerca della felicità). La pellicola fu infine affidata a Peter Berg, che iniziò a girare il film nel luglio del 2007 con il titolo John Hancock, poi abbreviato in Hancock.
La prima scelta di Will Smith per il ruolo di Mary Embrey fu Aishwarya Rai, la quale rifiutò a causa di molti impegni. Venne poi assegnato il ruolo a Charlize Theron.
Nel film appaiono in brevi camei lo sceneggiatore e produttore Akiva Goldsman e il regista Michael Mann, entrambi produttori della pellicola.

### Riprese
I luoghi di ripresa del film sono stati principalmente negli Stati Uniti a Los Angeles e a New York.

## Colonna sonora
1. Whammer Jammer - scritta da Juke Joint Jimmy; interpretata da The J. Geils Band
2. Who Do You Love? - scritta da Bo Diddley; interpretata da George Thorogood & The Destroyers
3. Take Me Out - scritta da Alex Kapranos e Nick McCarthy; interpretata da Franz Ferdinand
4. The 900 Number - interpretata da The 45 King
5. Sanford and Son Theme - di Quincy Jones
6. Move Bitch (censurata) - scritta da Ludacris (come Chris Bridges), Craig Lawson, Mystikal (come Michael Tyler); interpretata da Ludacris
7. I'm Bad (Like Jesse James) - di John Lee Hooker
8. Tippi-Toes - scritta da Ziggy Modeliste, George Porter Jr., Art Neville, Leo Nocentelli; interpretata da The Meters
9. Bawitdaba - interpretata da Kid Rock
10. Yahhh! - interpretata da Soulja Boy
11. Beware! Criminal - interpretata da Incubus

## Distribuzione
Il film ha debuttato nelle sale cinematografiche statunitensi il 2 luglio 2008, mentre in Italia è uscito nelle sale il 12 settembre 2008.

## Accoglienza

### Critica
Il film è stato accolto da recensioni contrastanti da parte della critica. Sul sito Rotten Tomatoes detiene un 41% di recensioni professionali positive, su un totale di 217 recensioni, con un voto medio del 5,4/10. Su Metacritic il film ha un voto di 49 su 100, basato sul parere di 37 critici.

### Incassi
Il film, che ha avuto un costo stimato di 150 milioni di dollari, ha riscosso un ottimo incasso mondiale, per un totale di 624.386.746 dollari (227.946.274 nei soli Stati Uniti).

## Riconoscimenti
- 2008 - Golden Trailer Awards
  - Candidatura per la migliore locandina promozionale estiva
- 2008 - National Movie Awards
  - Candidatura per la migliore performance maschile a Will Smith
  - Candidatura per il miglior supereroe
- 2009 - People's Choice Awards
  - Candidatura per il miglior supereroe a Will Smith
- 2009 - Saturn Awards
  - Candidatura come miglior film di fantascienza
  - Candidatura come miglior attore (Will Smith)
  - Candidatura come migliore attrice non protagonista a Charlize Theron
- 2008 - Teen Choice Awards
  - Miglior film d'azione/avventura dell'estate